# Wawer
Wawer – dzielnica Warszawy położona w prawobrzeżnej części miasta. Jest jedną z 18 jednostek pomocniczych m.st. Warszawy.
Jest największą pod względem powierzchni oraz najrzadziej zaludnioną dzielnicą Warszawy.

## Położenie
Wawer graniczy:
- od północy z dzielnicami Praga-Południe i Rembertów oraz Wesoła
- od wschodu z dzielnicą Wesoła oraz z gminą Wiązowna
- od zachodu z dzielnicami Wilanów i Mokotów
- od południa z miastem Józefów

## Historia

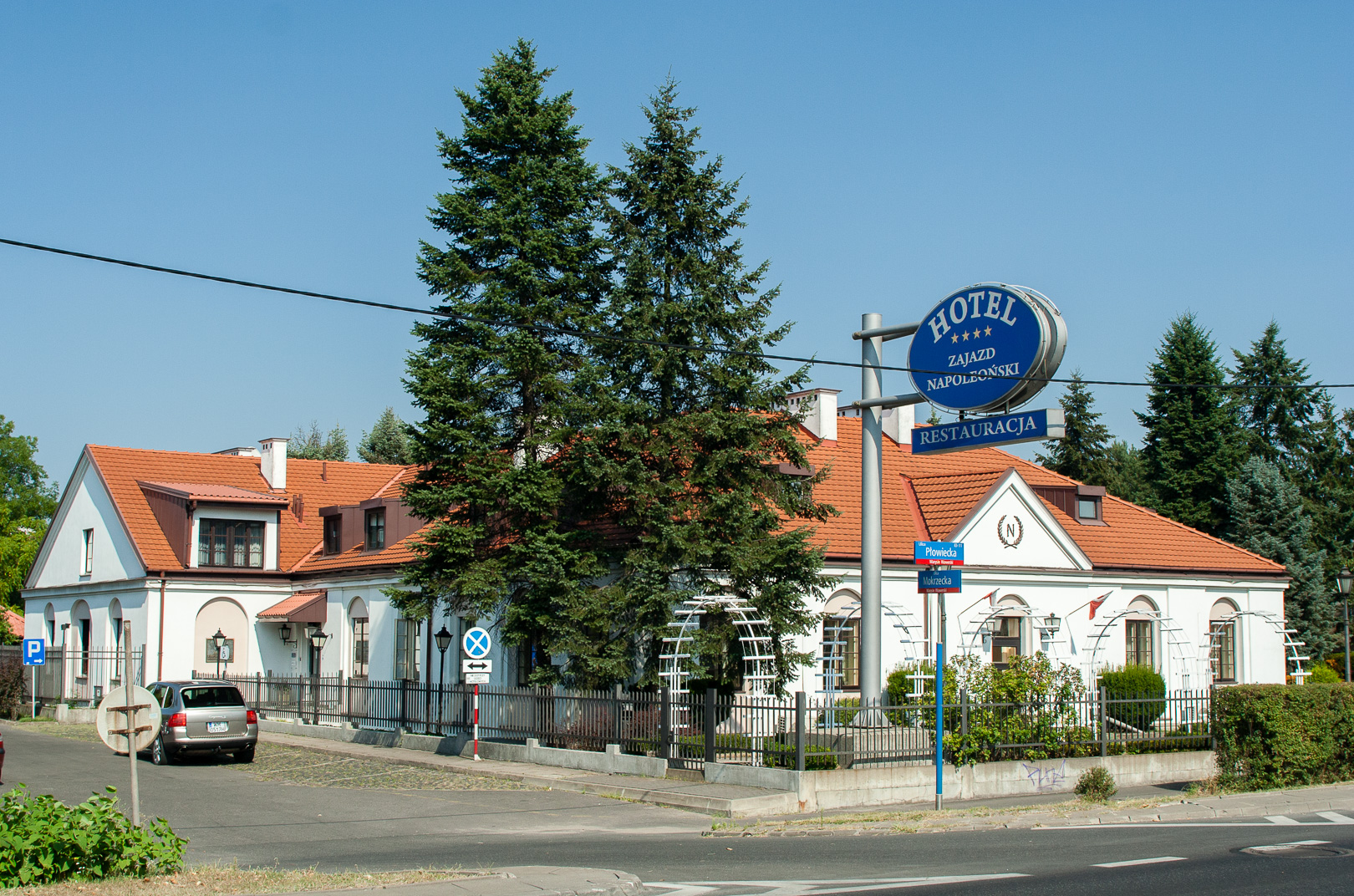
Karczma (austeria) wawerska

Nazwa Wawer pochodzi od nazwy karczmy Wawer (obecnie Zajazd Napoleoński), przy której wyrosła kolonia o tej samej nazwie. Najstarsza wzmianka o karczmie pochodzi z 1727 roku, kolonia Wawer powstała w 1838 roku (oraz Czaplowizna i Sadule), pierwsi osadnicy pojawili się w niej w 1839 roku. Podczas powstania listopadowego rozegrały się tutaj na początku 1831 roku pierwsza i druga bitwa wawerska.
W nocy z 26 na 27 grudnia 1939 Niemcy dokonali zbrodni w Wawrze.
Podczas okupacji niemieckiej, w listopadzie 1940 roku Niemcy utworzyli getto dla żydowskich mieszkańców. Przebywało w nim około 950 Żydów. W marcu 1942 zostali wywiezieni do getta w Warszawie, a stamtąd do obozu zagłady w Treblince i tam zamordowani.
W 1951 roku Wawer został przyłączony do Warszawy.

### Zmiany terytorialne i administracyjne
Od 1866 r. cały teren obecnego Wawra stanowił jedną z dwudziestu gmin ówczesnego powiatu warszawskiego. Do gminy Wawer należały wówczas m.in. Wawer, Wygoda, Glinki, Czaplowizna, Zastów, Kaczy Dół (dziś Międzylesie), Stara Miłosna, Kawęczyn, Grochów, Gocław, Gocławek, Saska Kępa i Witolin.
W 1916 roku podczas I wojny światowej po wyjściu Rosjan z Warszawy niemiecki gubernator Hans von Beseler wydał „Rozporządzenie dotyczące rozszerzenia warszawskiego okręgu miejskiego i wykonania planu dla zabudowania miasta Warszawy”. Zostały wtedy m.in. przeniesione z Wawra do Warszawy folwark i wieś Grochów I-szy, folwark i wieś Grochów II-gi z Florentynowem i Emilianowem, wieś Kozia Górka, teren wsi Kawenczyn, wieś Saska Kępa, Gocławska Kępa, folwark Kamionek, wieś Gocław i południowa część łąk folwarku Gocławek, wieś Górki Grochowskie i kolonia Witolin.
W 1924 roku utworzono gminę Letnisko – Falenica, do której z gminy wiejskiej Wawer został przeniesiony Anin, a np. z gminy wiejskiej Zagóźdź m.in. Kaczy Dół (obecnie Międzylesie). W 1939 roku Anin znalazł się ponownie w gminie Wawer, jak również Międzylesie. Ponadto ze zniesionej wtedy gminy Zagóźdź przeniesiono do Wawra gromady Las, Zbytki, Zerzeń, Zastów i Nowy Wawer (pozostałe do Letnisko Falenica), z kolei z Wawra do Bródna gromadę Kozia Górka. Z części gromad należących dotąd do gmin wiejskich Wawer i Okuniew utworzono gminę wiejską Sulejówek, z części Wawra gminę miejską Rembertów.
W 1951 roku gmina Wawer została zniesiona, a prawie cały jej obszar wraz z częścią dotychczasowej gminy Falenica Letnisko zostały przyłączone do miasta stołecznego Warszawy jako dzielnica Wawer z siedzibą w Falenicy. Pominięto jedynie gromady Miłosna Stara (włączoną do gminy Sulejówek) oraz Pohulanka (włączoną do gminy Wiązowna). Z Falenicy Letnisko przyłączono wtedy do Wawra m.in. gromady Radość, Miedzeszyn, Wólka Zerzeńska, Zagóźdź.
W 1960 roku Wawer włączono do dzielnicy Praga-Południe. W 1994 roku Wawer pojawił się na mapie Warszawy ponownie, jako gmina (Warszawa – Wawer), obok. m.in. gminy Centrum z Pragą-Południe. W 2002 roku gmina Wawer została przekształcona w dzielnicę.

## Podział dzielnicy
| obszary Miejskiego Systemu Informacji | jednostki pomocnicze Warszawy niższego rzędu | części miasta państwowego rejestru nazw geograficznych |
| ------------------------------------- | -------------------------------------------- | ------------------------------------------------------ |
| Aleksandrów                           | Aleksandrów                                  | Aleksandrów Pierwszy                                   |
| Anin                                  | Anin                                         | Anin                                                   |
| Anin                                  | Anin                                         | Nowy Anin                                              |
| Falenica                              | Falenica                                     | Błota                                                  |
| Falenica                              | Falenica                                     | Falenica                                               |
| Las                                   |                                              |                                                        |
| Marysin Wawerski                      | Marysin Wawerski Południe                    | Marysin Wawerski                                       |
| Marysin Wawerski                      | Marysin Wawerski Południe                    | Pocisk                                                 |
| Marysin Wawerski                      | Marysin Wawerski Południe                    | Stary Wawer                                            |
| Marysin Wawerski                      | Marysin Wawerski Północ                      | Czaplowizna                                            |
| Marysin Wawerski                      | Marysin Wawerski Północ                      | Glinki                                                 |
| Miedzeszyn                            | Miedzeszyn                                   | Elżbietówek                                            |
| Miedzeszyn                            | Miedzeszyn                                   | Karolew                                                |
| Miedzeszyn                            | Miedzeszyn                                   | Miedzeszyn                                             |
| Miedzeszyn                            | Miedzeszyn                                   | Orzechówek                                             |
| Międzylesie                           | Międzylesie                                  | Kolonia Zerzeń                                         |
| Międzylesie                           | Międzylesie                                  | Międzylesie                                            |
| Międzylesie                           | Międzylesie                                  | Szelągowizna                                           |
| Międzylesie                           | Międzylesie                                  | Wiśniowa Góra                                          |
| Nadwiśle                              | Nadwiśle                                     | Julianów                                               |
| Nadwiśle                              | Nadwiśle                                     | Kuligów                                                |
| Nadwiśle                              | Nadwiśle                                     | Miedzeszyn-Wieś                                        |
| Nadwiśle                              | Nadwiśle                                     | Nadwiśle                                               |
| Nadwiśle                              | Nadwiśle                                     | Skrzypki                                               |
| Nadwiśle                              | Nadwiśle                                     | Wólka Zerzeńska                                        |
| Nadwiśle                              | Nadwiśle                                     | Zastrzebie                                             |
| Radość                                | Radość                                       | Kolonia Borków                                         |
| Radość                                | Radość                                       | Kolonia Zagóźdź                                        |
| Radość                                | Radość                                       | Nowy Miedzeszyn                                        |
| Radość                                | Radość                                       | Radość                                                 |
| Radość                                | Radość                                       | Zagóźdź                                                |
| Radość                                | Radość                                       | Zbójna Góra                                            |
| Sadul                                 | Sadul                                        | Sadul                                                  |
| Sadul                                 | Sadul                                        | Stary Anin                                             |
| Wawer                                 | Wawer                                        | Kolonia Zastów                                         |
| Wawer                                 | Wawer                                        | Nowy Wawer                                             |
| Wawer                                 | Wawer                                        | Osiedle Błękitna                                       |
| Wawer                                 | Wawer                                        | Osiedle Wichrowa                                       |
| Zerzeń                                | Zerzeń                                       | Borków                                                 |
| Zerzeń                                | Zerzeń                                       | Zastów                                                 |
| Zerzeń                                | Zerzeń                                       | Zbytki                                                 |
| Zerzeń                                | Zerzeń                                       | Zerzeń                                                 |

## Rada Dzielnicy
| Ugrupowanie                     | Kadencja 2002-2006 | Kadencja 2006-2010 | Kadencja 2010-2014 | Kadencja 2014-2018 | Kadencja 2018-2024        | Kadencja 2024-2029        |
| ------------------------------- | ------------------ | ------------------ | ------------------ | ------------------ | ------------------------- | ------------------------- |
| Sojusz Lewicy Demokratycznej    | 1 (SLD-UP)         | –                  | –                  | –                  | –                         | -                         |
| Platforma Obywatelska           | 5                  | 7                  | 12                 | 9                  | 10 (Koalicja Obywatelska) | 12 (Koalicja Obywatelska) |
| Liga Polskich Rodzin            | 3                  | –                  | –                  | –                  | -                         | -                         |
| Wspólnota Wawerska              | 2                  | –                  | –                  | –                  | –                         | -                         |
| Forum Samorządowe Mieszkańców   | 4                  | –                  | –                  | –                  | –                         | -                         |
| Prawo i Sprawiedliwość          | 8                  | 9                  | 6                  | 8                  | 7                         | 5                         |
| Wawerska Inicjatywa Samorządowa | –                  | 3                  | 3                  | 4                  | 2                         | 3                         |
| Stowarzyszenie Społeczne Wawer  | –                  | 1                  | 2                  | 2                  | –                         | -                         |
| Forum Wawra                     | –                  | 3                  | –                  | –                  | –                         | -                         |
| Bezpartyjni Samorządowcy        | –                  | –                  | –                  | –                  | 1                         | -                         |
| Razem dla Wawra                 | –                  | –                  | –                  | –                  | 3                         | 3                         |

## Transport

### Ulice i mosty
Głównymi ciągami komunikacyjnymi dzielnicy są ulice: Wał Miedzeszyński, Płowiecka, Bronisława Czecha, Trakt Lubelski, Korkowa i Patriotów. Transport drogowy przez Wisłę odbywa się przez most Siekierkowski i most Anny Jagiellonki (Południowy).

### Kolej
W dzielnicy znajduje się siedem przystanków kolejowych, kolejno w kierunku południowym: Warszawa Gocławek, Warszawa Wawer, Warszawa Anin, Warszawa Międzylesie, Warszawa Radość, Warszawa Miedzeszyn i Warszawa Falenica. Przystanki te leżą w strefie obowiązywania wspólnego biletu miejskiego ZTM-KM-WKD.